# つしま (郷土料理)
つしまは山口県周南市の郷土料理。
江戸時代からある料理で、保存食でもあり来客向けの料理としても用いられる。茹でて火を通した豆腐、ニンジン、シイタケ、キュウリなどを酢で味付けする。お盆の時期や葬儀の際にも作られることが多かった。
由来には諸説あるが、江戸時代に現在の周南市櫛ヶ浜の漁師が朝鮮通信使を案内することになった際に作った料理であり、朝鮮通信使の外交窓口が対馬藩（現・長崎県）であったことから、「つしま」と呼ばれるようになったとされる。